# Pat Durham
Pour les articles homonymes, voir Durham.
Pat Durham, né le 10 mars 1967 à Dallas (États-Unis), est un ancien joueur de basket-ball professionnel. Durham est né américain et a été naturalisé français. Il mesure 2,01 m.

## High School
- ???? - 1985 :  Wilmer Hutchinson HS

## Université
- 1985 - 1989 :  Rams de Colorado State (NCAA)

## Draft
Drafté par les Mavericks de Dallas au 2e tour (35e place) lors de la Draft 1989 de la NBA.

## Clubs
- 1989 - 1990 : 
  -  Séville (Liga ACB)
  -  Rapid City Thrillers (CBA)
- 1990 - 1991 :  Cedar Rapids Silver Bullets (CBA)
- 1991 - 1992 : 
  -  Olímpia de Venado Tuerto (1er division)
  -  Bellinzona (Ligue Nationale A)
- 1992 - 1993 : 
  -  Olímpia de Venado Tuerto (1er division)
  -  La Crosse Catbirds (CBA)
  -  Warriors de Golden State (NBA)
  -  Fargo-Moorhead Fever (CBA)
- 1993 - 1994 : 
  -  Vitoria (Liga ACB )
  -  Pau Orthez (Pro A)
- 1994 - 1995 : 
  -  Rapid City Thrillers (CBA)
  -  Timberwolves du Minnesota (NBA)
- 1995 - 1998 :  Nancy (Pro A)
- 1998 - 1999 :  Galatasaray (1er division)
- 1999 - 2000 :  Nancy (Pro A)
- 2000 - 2001 : 
  -  Valencia (Liga ACB)
  -  Nancy (Pro A)
- 2001 - 2002 : 
  -  Apolon Patras (2e division)
  -  Le Havre (Pro A)
  -  Évreux (Pro B)
- 2002 - 2006 :  Le Havre (Pro A)
- 2006 - 2007 :  Roanne (Pro A)
- 2007 - 2008 :  Montivilliers (Nationale 3)

## Palmarès
- Finaliste de la coupe de France en 1997
- Finaliste de la Semaine des As en 2003